# CINEMA-R
CINEMA-Rは、日活が1996年から2010年まで、「スカイパーフェクTV!」（当時は「PerfecTV!」）などで放送行っていた映画専門チャンネル。昼間の時間帯は主にR指定作品を放送。夜間はアダルト作品を放送。
2010年3月31日閉局。

## 概要
チャンネル番号
- スカイパーフェクTV! ch.136

視聴料金はペイ・パー・ビューにより番組単位での課金となり、230円/1番組。昼間の時間帯は450円/日。